# Юрдур (Шерегановское сельское поселение)
Юрдур (мар. Ердӱр) — деревня в Моркинском районе Республики Марий Эл. Входит в состав Октябрьского сельского поселения.

## География
Находится в юго-восточной части республики Марий Эл на расстоянии приблизительно 21 км по прямой на запад-юго-запад от районного центра посёлка Морки.

## История
Известна с 1795 года как марийский выселок Урлур с 5 дворами. В 1859 году здесь (околоток Юрдур) находилось 9 дворов и 74 жителя. В 1895 году в выселке Юрдур было 97 жителей, большинство мари, в 1924 году в деревне 117 человек. В 2004 году остаётся 104 дома. В советское время работали колхозы «У ер», имени Сталина и «Илеть».

## Население
Население составляло 143 человека (мари 100 %) в 2002 году, 140 в 2010.